# Впряг
Впрягът са две или повече животни, впрегнати заедно, за да теглят превозно средство. Освен конски, той може да бъде кучешки, еленски, магарешки впряг и др.